# Línea A (Autobuses Urbanos de Elche)
La línea A es una línea regular de autobús urbano de la ciudad de Elche. Es operada por Autobuses Urbanos de Elche.

## Recorrido

### Dirección Toscar
| N.º de parada | Parada                                       | Conexión(es) | Notas                |
| ------------- | -------------------------------------------- | ------------ | -------------------- |
| 1             | Centro-Doctor Caro                           |              |                      |
| 2             | Vicente Blasco Ibáñez, 22                    |              |                      |
| 3             | Ambulatorio San Fermín-Vicente Blasco Ibáñez |              |                      |
| 4             | INEM Carrús                                  |              |                      |
| 5             | Pedro Moreno Sastre, 62                      |              |                      |
| 6             | Pedro Moreno Sastre, 80                      |              |                      |
| 7             | Pedro Moreno Sastre, 102                     |              |                      |
| 8             | San Crispín                                  |              |                      |
| 9             | Almansa                                      |              | Sólo días laborables |
| 10            | Polígono Industrial de Carrús 1              |              | Sólo días laborables |
| 11            | Polígono Industrial de Carrús 2              |              | Sólo días laborables |
| 12            | Polígono Industrial de Carrús 3              |              | Sólo días laborables |
| 13            | Polígono Industrial de Carrús 4              |              | Sólo días laborables |
| 14            | Polígono Industrial de Carrús 5              |              | Sólo días laborables |

### Dirección Centro
| N.º de parada | Parada                    | Conexión(es) | Notas                                |
| ------------- | ------------------------- | ------------ | ------------------------------------ |
| 15            | Tanatorio                 |              |                                      |
| 16            | Jardín de Aspe            |              |                                      |
| 17            | Manuel Campello Ruiz      |              |                                      |
| 18            | El Toscar                 |              |                                      |
| 19            | José Diez Mora            |              | Parada anulada en horario de mercado |
| 20            | Plaza Madrid              |              | Parada anulada en horario de mercado |
| 21            | León Sánchez Saez         |              |                                      |
| 22            | Reina Victoria, 141       |              |                                      |
| 23            | Reina Victoria, 95        |              |                                      |
| 24            | Reina Victoria-Jorge Juan |              |                                      |
| 1             | Centro-Doctor Caro        |              |                                      |

- Datos: Q5987120